# Аллантоин
Аллантои́н (5-уреидогидантоин) — бесцветные кристаллы, растворимые в воде (слаборастворимы в холодной, хорошо — в горячей).
Аллантоин является одним из продуктов окисления мочевой кислоты перманганатом калия или диоксидом свинца в нейтральных растворах. Окисляется до гидантоина и затем до парабановой кислоты.
Аллантоин является основным продуктом катаболизма пуринов у млекопитающих (за исключением приматов и человека) и личинок насекомых, его предшественником является мочевая кислота, превращение которой в аллантоин катализируется ферментом уриказой (уратоксидазой), при этом происходит расщепление пиримидинового цикла мочевой кислоты.
Также источником аллантоина могут служить корни Окопника лекарственного. Для заживления ран использовали экстракт этого растения.
Фермент аллантоиназа катализирует расщепление имидазолинового цикла аллантоина с образованием аллантоиновой кислоты, которая, в свою очередь, под действием фермента аллантоиказы гидролизуется до глиоксиловой кислоты и мочевины.
Аллантоин можно выделить не только из экстракта окопника, но и из аденокалимы. Или из экстракта корнеплода ямса. Ямс очень важен в фармацевтике и активно используется для добычи уреидов.
Лотос орехоносный тоже содержит полезные вещества в составе зародыша семени. Там находится высокое содержание алкалоидов и аллантоина.
Аллантоин также является фактором формации моноспор у красной водоросли порфиры.

## Применение
Аллантоин оказывает вяжущее действие и в качестве вяжущего средства для наружного применения включён в список местных анестетиков, вяжущих и противовоспалительных препаратов Всемирной Организации Здравоохранения.
Аллантоин также широко применяется в косметической промышленности в составе различных кремов, при этом производители косметики декларируют, что аллантоин оказывает двоякое воздействие на кожу: смягчает роговой слой, способствуя отделению отмерших клеток, и стимулирует регенерацию тканей. Вводится в состав косметических средств для сужения пор, смягчения кожи, в том числе предназначенных для ухода за обветренной или обожженной солнцем кожей.
Маркировка по международной классификации (INCI) Allantoin.
Другие названия: Glyoxyldiureid, Cordianin, 5-Ureido-2,4-Imidazolidindion, 5-Ureidohydantoin, Alantoin, Allantonin, Allantoine.

## История
Был изолирован итальянским врачом Мишель Франческо Буниве в 1800 году. Французский химик Луи-Николя Воклен по ошибке считал, что вещество содержится в амниотической жидкости. В 1821 году французский химик Жан-Луи Лассень нашел его в жидкости аллантоиса. В 1837 году немецкие химики Фридрих Вëлер и Юстус Либих синтезировали его из мочевой кислоты и переименовали его «аллантоин».